# Aconitină
Aconitina este un alcaloid foarte toxic produs de unele specii de Aconitum. În China, compusul este utilizat în doze mici ca analgezic și ca agent de coagulare. Nu are antidot.

## Structură și reactivitate
Aconitina nu este un alcaloid în sensul adevărat al cuvântului, nefiind biosintetizat de la aminoacizi, ci este un pseudoalcaloid norditerpenoidic. Aconitina este o C19-norditerpenoidă greu solubilă în apă, dar foarte solubilă în solvenți organici precum cloroform și eter dietilic. Aconitina este solubilă și în soluții de alcool de concentrație îndeajuns de mare.